# دهستان چنارود جنوبی
دهستان چنارود جنوبی نام دهستانی در بخش چنارود شهرستان چادگان، استان اصفهان در ایران است.

## جمعیت
براساس سرشماری مرکز آمار ایران در سال ۱۳۸۵، جمعیت آن ۲۶۵۱ نفر (۵۷۰ خانوار) بوده‌است.